# Eunidia joveri
Eunidia joveri är en skalbaggsart som beskrevs av Pierre Lepesme och Stefan von Breuning 1953. Eunidia joveri ingår i släktet Eunidia och familjen långhorningar. Inga underarter finns listade i Catalogue of Life.